# Geppetto
Geppetto, também conhecido como Gepeto, é um personagem italiano fictício no romance As Aventuras de Pinóquio por Carlo Collodi.
Geppetto é um entalhador de madeira idoso e pobre, criador (e, portanto, "pai") de Pinóquio. Ele usa uma peruca amarela que se assemelha a uma papa de fubá (chamada polendina) e, consequentemente, seus vizinhos o chamam de "Polendina" para irritá-lo. O nome Geppetto é um diminutivo toscano do nome Giuseppe (italiano para José).

## Papel

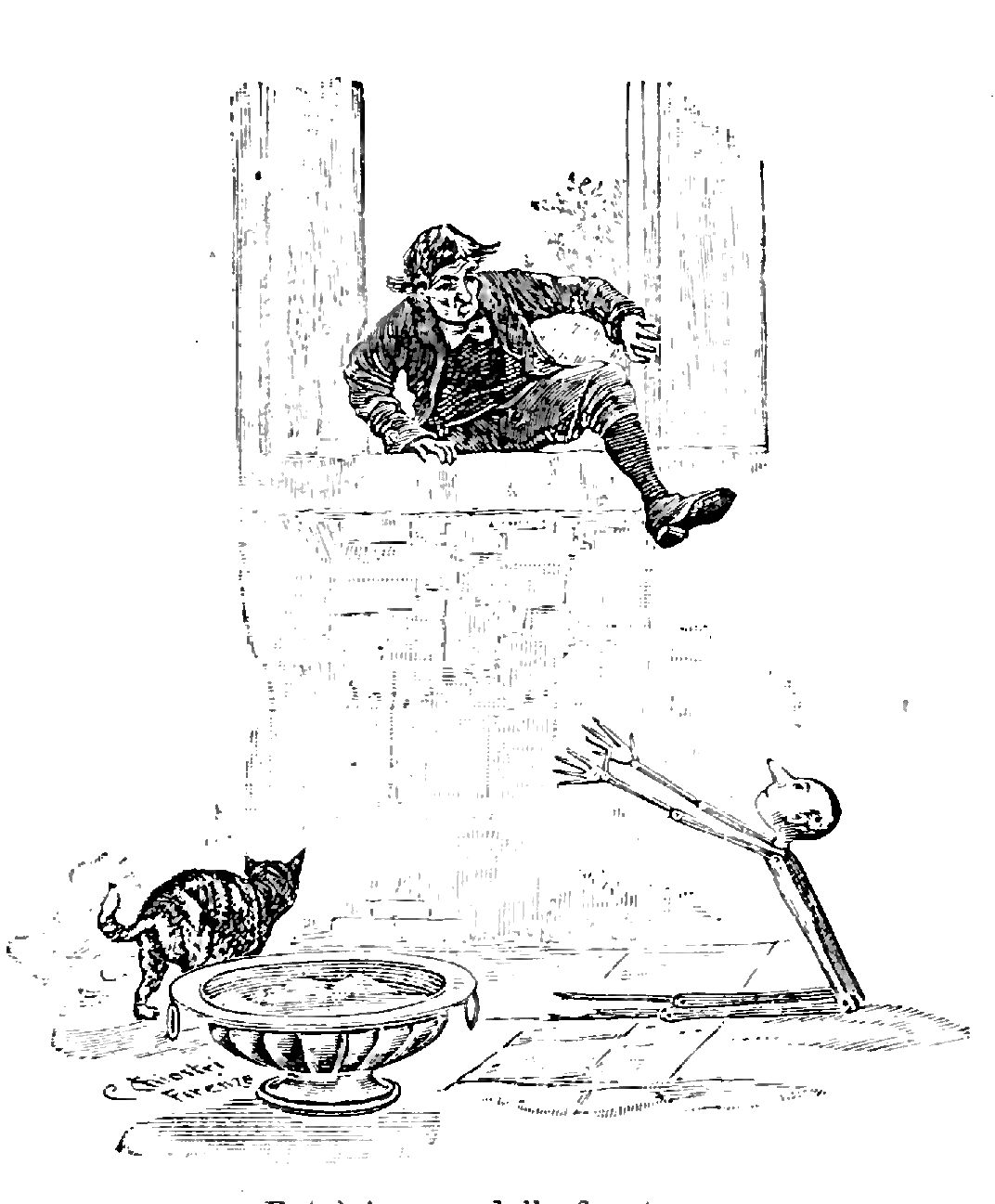
Na manhã seguinte, Geppetto é liberado da prisão

Geppetto é apresentado quando o carpinteiro Sr. Antonio encontra um bloco falante de madeira de pinho que ele estava prestes a esculpir em uma perna para sua mesa. Quando Geppetto aparece procurando um pedaço de madeira para construir uma marionete, Antonio dá o bloco a Geppetto.
Geppetto, sendo extremamente pobre e pensando em ganhar a vida como marionetista, esculpe o bloco em um menino e lhe dá o nome de "Pinóquio". Antes mesmo de ser construído, Pinóquio já tem uma atitude travessa; assim que Gepeto termina de esculpir os pés de Pinóquio, o boneco começa a chutá-lo. Quando o boneco fica pronto e Geppetto o ensina a andar, Pinóquio sai correndo pela porta e vai para a cidade. Ele é pego pelo carabineiro. Quando as pessoas dizem que Geppetto não gosta de crianças, o carabineiro presume que Pinóquio foi maltratado e prende Geppetto.

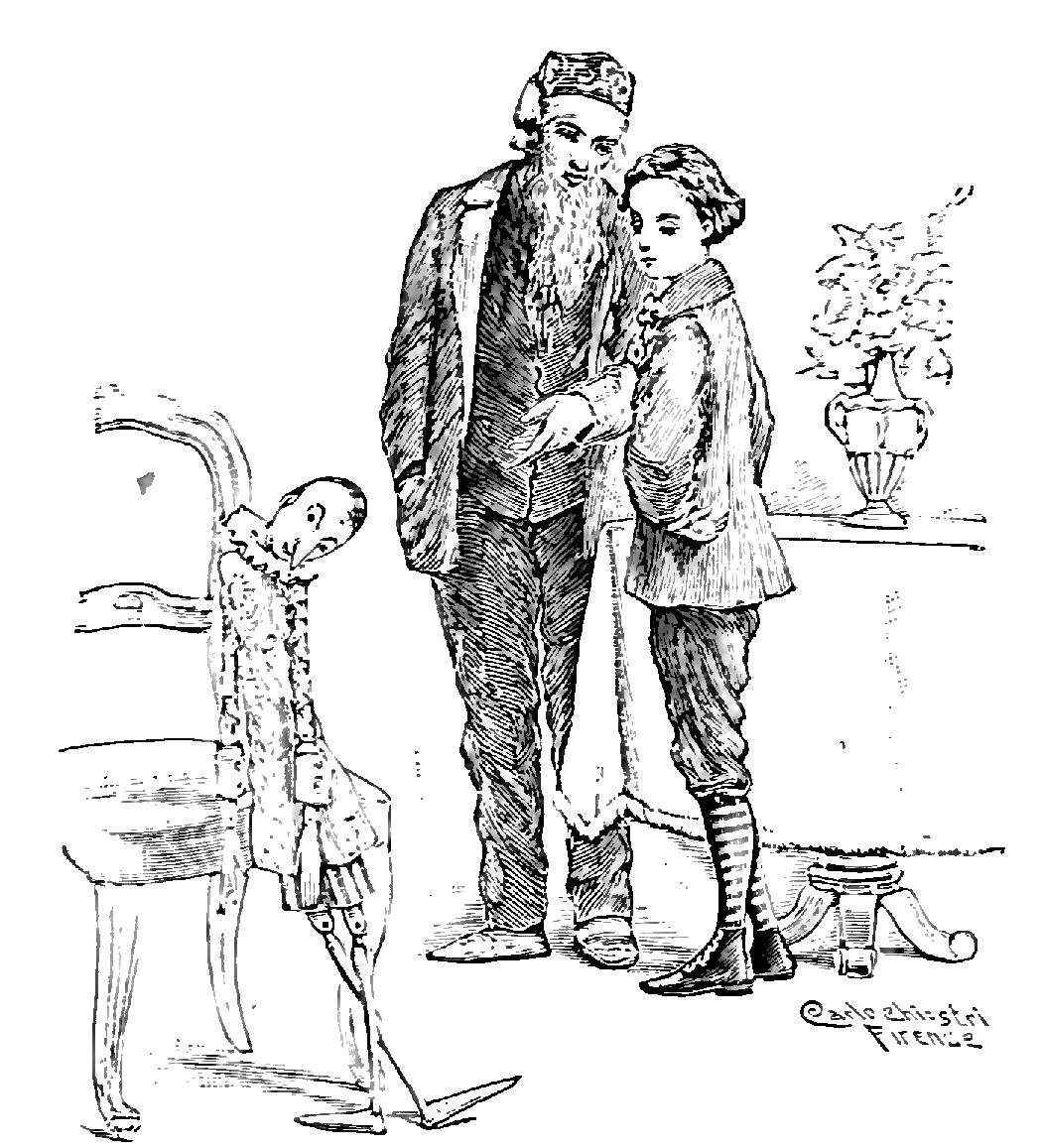
Gepeto é visto saudável novamente e volta a esculpir madeira

Na manhã seguinte, Geppetto é liberado da prisão e descobre que os pés de Pinóquio estão queimados. Gepeto os substitui por novos pés. Quando Gepeto o alimenta com três peras, Pinóquio promete ir à escola. Como Geppetto não tem dinheiro para comprar livros escolares, ele vende seu único casaco.
Geppetto é visto em seguida, quando Pinóquio acredita que a Fada do Cabelo Turquesa morreu e um pombo o carrega para a praia, onde Geppetto está construindo um barco para procurar Pinóquio (dependendo da versão da história, ele navega em busca de Pinóquio nas ilhas próximas ou segue Mangiafuoco e seu teatro de marionetes rumo ao Nuovo Mondo). Pinóquio tenta nadar até Geppetto, mas é arrastado para debaixo d'água, enquanto Geppetto é engolido pelo terrível peixe-cachorro.
Geppetto não é visto novamente até que o próprio Pinóquio seja engolido. Pinóquio e Geppetto escapam do Peixe-cão e são levados para a praia por um atum.
Depois de vários meses de trabalho árduo para sustentar Geppetto doente na casa de um fazendeiro, Pinóquio vai comprar um terno novo, e Geppetto e Pinóquio não se reencontram até que o boneco se torne um menino. Gepeto é visto saudável novamente e retomando a escultura em madeira.

## Adaptações

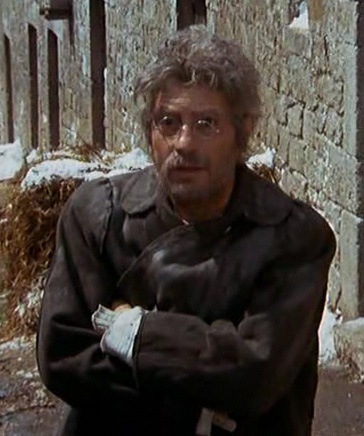
Nino Manfredi como Geppetto na série de 1972 Le Avventure di Pinocchio

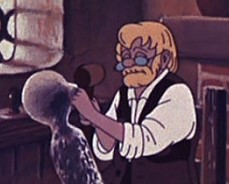
Geppetto no filme de 1972 Un burattino di nome Pinocchio

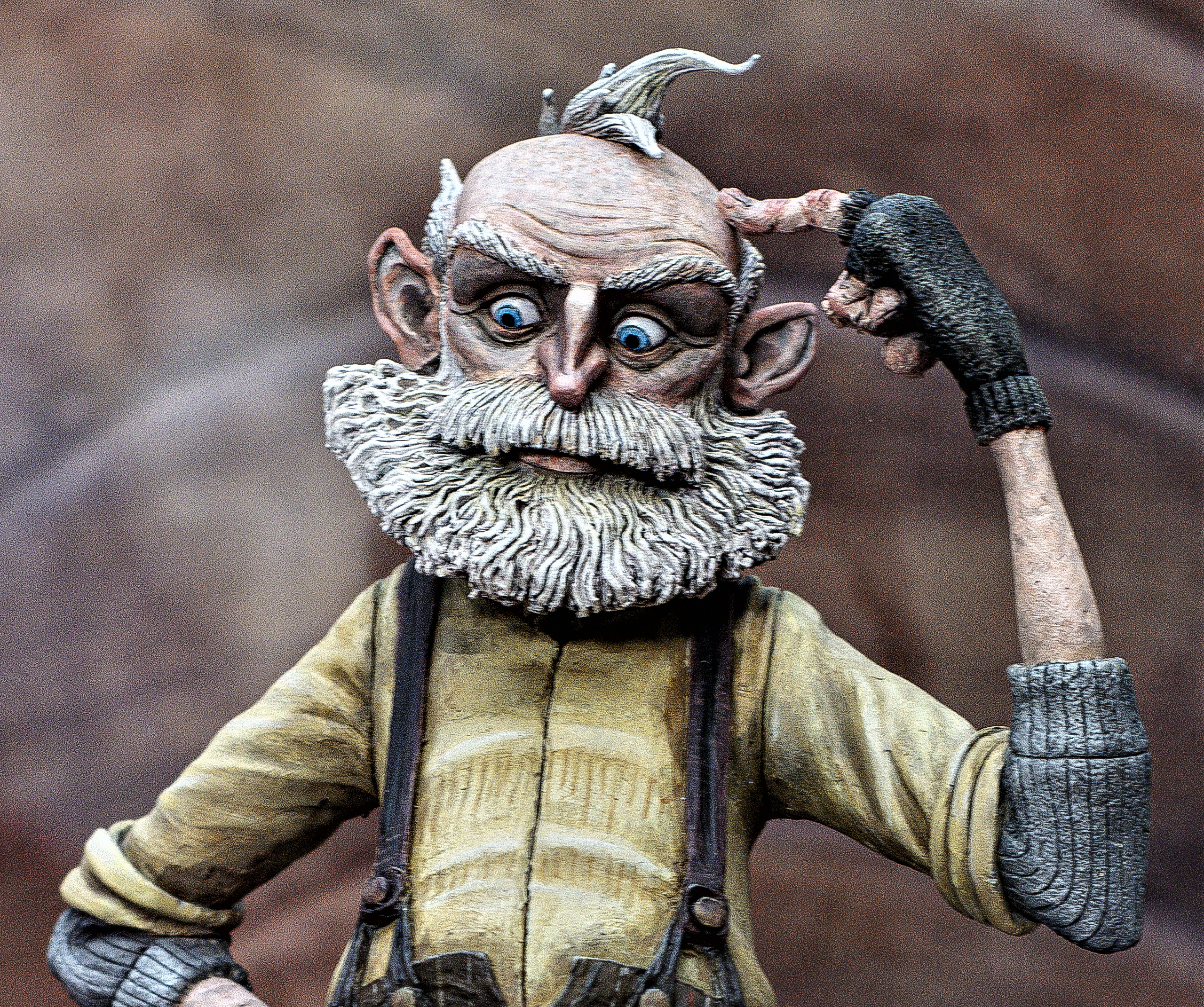
Geppetto no filme de 2022 Guillermo del Toro's Pinocchio

| Ator                                       | Versão                                                              |
| ------------------------------------------ | ------------------------------------------------------------------- |
| Christian Rub                              | Pinóquio (filme de 1940 da Disney)                                  |
| Walter Slezak                              | Pinocchio (programa musical de televisão de 1957)                   |
| Stan Francis                               | The New Adventures of Pinocchio (série de televisão de 1960 e 1961) |
| Martin Flörchinger                         | Turlis Abenteuer (filme de 1967)                                    |
| Burl Ives                                  | Pinocchio (telefilme de 1968)                                       |
| Roberto Bertea                             | Un burattino di nome Pinocchio (filme de 1972)                      |
| Nino Manfredi                              | Le Avventure di Pinocchio (minissérie de 1972)                      |
| Minoru Yada Walter Massey (English)        | Pinocchio: The Series                                               |
| Carl Reiner                                | Faerie Tale Theatre                                                 |
| Jim Cummings                               | Pinocchio (filme de 1992)                                           |
| Charles S. Dutton                          | Happily Ever After: Fairy Tales for Every Child                     |
| Junji Chiba                                | Piccolino no Bōken                                                  |
| George S. Irving                           | Pinocchio's Christmas                                               |
| Tom Bosley                                 | Pinocchio and the Emperor of the Night                              |
| Orson Bean                                 | Tiny Toon Adventures                                                |
| Martin Landau                              | As Aventuras de Pinóquio (filme de 1996)                            |
| Martin Landau                              | The New Adventures of Pinocchio                                     |
| Drew Carey                                 | Geppetto (musical)                                                  |
| Chris Miller                               | Shrek                                                               |
| Keith Scott                                | Fairy Tale Police Department                                        |
| Carlo Giuffrè David Suchet (English voice) | Pinocchio (filme de 2002)                                           |
| Howard Ryshpan                             | Pinocchio 3000                                                      |
| Jonathan Summers                           | As Aventuras de Pinóquio (ópera)                                    |
| Bob Hoskins                                | Pinocchio (minissérie)                                              |
| Tony Amendola                              | Once Upon a Time                                                    |
| Mino Caprio Michael Rudder (inglês)        | Pinóquio (filme de 2012)                                            |
| Roberto Benigni                            | Pinóquio (filme de 2019)                                            |
| Tom Hanks                                  | Pinóquio (filme live-action de 2022)                                |
| David Bradley                              | Guillermo del Toro's Pinocchio (filme animado de 2022)              |

### Versão da Disney

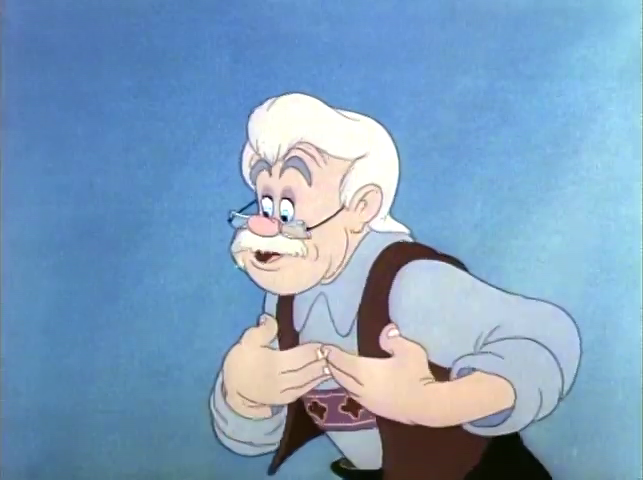
Geppetto no filme da Disney de 1940

No filme de animação de 1940 da Disney, Geppetto é apresentado como um lojista que está terminando Pinóquio. Antes de dormir, Geppetto pede a uma estrela cadente que Pinóquio ganhe vida. Durante a noite, a Fada Azul concede o desejo de Gepeto. No dia seguinte, ele envia Pinóquio para seu primeiro dia de aula. No caminho, Pinóquio encontra João Honesto e Gideão, que o convencem a participar do show de marionetes de Stromboli. Quando Pinóquio volta para casa, encontra a loja vazia e fica sabendo, por meio de uma carta da Fada Azul, que Gepeto, ao se aventurar no mar para resgatar Pinóquio da Ilha do Prazer, foi engolido por Monstro (uma variação semelhante a uma baleia do Terrível Cão Marinho). Determinado a resgatar seu pai, Pinóquio se reúne com Geppetto e seus animais de estimação na garganta de Monstro, onde Pinóquio queima móveis sobressalentes para sufocar seu captor e fazê-lo soltá-los. Feito isso, Monstro os persegue até a costa, onde Pinóquio puxa Geppetto para um lugar seguro, mas ele mesmo cai sem sentidos. Enquanto Geppetto lamenta a morte de Pinóquio em casa, a Fada Azul revive Pinóquio e o torna humano.
Geppetto apareceu no ano seguinte no curta All Together (1942), feito para o governo canadense.
A versão de Geppetto da Disney também apareceu em House of Mouse e na série de jogos eletrônicos Kingdom Hearts no mundo "Monstro". O personagem também fez uma participação especial ao lado de Pinóquio no episódio "Wonders of the Deep" do programa de TV Mickey Mouse.
Tom Hanks interpreta Geppetto na adaptação live-action/CGI do filme de 2022. Essa versão mostrou ter um filho que morreu.